# Reserva Coyote Valley
La reserva Coyote Valley és una reserva índia de 70 acres (280.000 m²) situada a Redwood Valley, i és la llar d'uns 170 membres de la tribu Coyote Valley dels descendents dels Shodakai pomo, una nació d'amerindis de Califòrnia. Són una tribu reconeguda federalment coneguda antigament com a Banda Coyote Valley d'indis pomo de Califòrnia.
També s'hi troba el Casino Coyote Valley Shodakai.
La tribu Coyote Valley estava situada antigament unes poques milles al sud-est, a la ranxeria Coyote Valley. El lloc de la ranxeria va ser inundat per la construcció de la presa Coyote, creant el Llac Mendocino, i la tribu es va traslladar a la reserva actual.